# 王丽丽
王丽丽（1992年9月8日—），黑龙江佳木斯人，中国女子篮球运动员。曾联同队友万济圆、杨舒予和张芷婷代表中国参加2020年夏季奥林匹克运动会女子三对三篮球比赛。结果获得铜牌。